# Empereur Zurg
 (juillet 2025).
Si vous disposez d'ouvrages ou d'articles de référence ou si vous connaissez des sites web de qualité traitant du thème abordé ici, merci de compléter l'article en donnant les références utiles à sa vérifiabilité et en les liant à la section « Notes et références ».
L'Empereur Zurg est un personnage de fiction des films Toy Story et Toy Story 2. Il est mentionné dans le premier volet de la série, mais c'est seulement dans le second qu'il apparaît, ainsi qu'à la fin de Toy Story 3. Il apparaît également dans les jeux vidéo dérivés de la saga Toy Story, ainsi que dans l'attraction Buzz Lightyear's Astro Blasters et ses dérivés. Il est doublé en anglais par Andrew Stanton dans les films et par Wayne Knight dans la série animée. Dans la version française, Laurent Gamelon et Michel Mella le doublent pendant qu'Éric Gaudry le double dans la version québécoise.

## Toy Story
Dans Toy Story, l'Empereur Zurg n'apparaît pas dans le film. Il est mentionné par Buzz l'Éclair, son ennemi juré, au début du film. Buzz affirme que Zurg a construit une arme puissante qui peut détruire une planète tout entière et qu'il est le seul qui pourrait l'arrêter (une référence à l'Étoile de la Mort de Star Wars). Tout au long du film, l'unique préoccupation de Buzz est de contacter Star Command pour arrêter Zurg et ses plans maléfiques, mais il finit par découvrir qu'il n'est qu'un jouet. Au début du projet de Toy Story, Zurg devait apparaître dans la séquence d'ouverture du film. La séquence a finalement été enlevée, révisée et placée au début du deuxième film.[réf. souhaitée]

## Toy Story 2
La scène d'ouverture de Toy Story 2 se passe dans un jeu vidéo se déroulant dans l'univers de Buzz l'Éclair. On y voit l'Empereur Zurg dirigeant un grand complexe situé sur une planète extraterrestre, où Buzz tente de s'infiltrer. Zurg, qui attendait sa venue, lui tend plusieurs pièges avant de venir l'affronter en personne. Il parvient à tuer Buzz, et l'écran de Game Over s'affiche au joueur, qui se trouve être Rex, le jouet dinosaure.
Dans le reste du film, l'Empereur Zurg est un jouet en vente dans le magasin nommé la « Ferme aux jouets d'Al » (Al Toys Barn). Zurg ne sait pas comment le monde fonctionne et n'a pas conscience qu'il n'est qu'un jouet, de façon similaire à Buzz dans le premier film. Il sort de sa boîte, et commence à suivre le Buzz l'Éclair d'Andy, alors occupé à essayer de sauver Woody. Un autre exemplaire de Buzz s'échappe de la Ferme aux jouets d'Al, et se bat avec Zurg.
En référence à la relation entre Luke Skywalker et Dark Vador, respectivement héros et antagoniste de Star Wars, l'Empereur Zurg prétend qu'il est en fait le père de Buzz. Zurg tente de tuer Buzz, Rex frappe accidentellement Zurg avec sa grande queue, le faisant chuter de la cage d'ascenseur. Vers la fin du film, on découvre Zurg qui joue au ballon avec l'autre exemplaire de Buzz : ils sont donc devenus père et fils et forment une nouvelle famille.

## Toy Story 3
L'Empereur Zurg apparaît dans une petite scène placée pendant le générique de fin : on le voit arriver à son tour à la garderie de Sunnyside, accueilli par les jouets et par la poupée Ken, devenu le nouveau chef des jouets.

## Les Aventures de Buzz l'Éclair
L'Empereur Zurg apparaît dans la série animée Les Aventures de Buzz l'Éclair.

## Buzz l'Éclair
Dans le film Buzz l'Éclair, Le Ranger Buzz l'Éclair, révélant plus tard que Zurg est en fait une version futur de ce dernier devenue maléfique, fait accidentellement s'échouer un vaisseau sur T'Kani Prime, une planète habitable mais hostile. Afin de réparer son erreur, il doit tester un genre de combustible qui permet de rentrer en hyperevitesse. Cependant, à chaque essai, quatre années s'écoulent sur la planète. En tout, ce sont 84 ans qui se sont écoulés; Buzz découvre que sa meilleure amie, la commandante Alisha Hawthorne est morte de vieillesse et son successeur Cal Burnside lui annonce que sa mission est terminée. 
Ne voulant pas échouer si près du but, Buzz tente un nouvel essai d'hypervitesse qui se solde enfin par un succès mais à son atterrissage, Buzz est sur le point de se faire arrêter par les soldats de Burnside pour avoir outrepassé ses ordres et se retrouve contraint de fuir. Grâce à l'hypervitesse, Buzz voyage à travers les siècles et finit par tomber sur un vaisseau abandonné équipé d'une technologie extrêmement avancée. Fasciné, Buzz décide de s'équiper d'une gigantesque armure trouvée à bord du vaisseau et de s'entourer de robots (lesquels ne parviennent qu'à prononcer le mot "B'Zurg" qu'il finit par adopter comme nouveau nom) et d'utiliser son combustible pour revenir dans le passé, décidant ainsi de le changer afin qu'il puisse éviter de faire s'écraser le vaisseau et ainsi pouvoir achever une bonne fois pour toutes sa mission. Mais, ayant épuisé son combustible à force de voyager, Zurg décide de revenir dans le passé pour récupérer le combustible de son jeune alter-ego. 
Zurg envahit T'Kani Prime et attend le moment où le jeune Buzz revient de son test d'hypervitesse réussi. Un des robots lui dérobe son vaisseau et le présente à Zurg qui se met à le traquer. Au terme de quelques échecs, Zurg réussit à enlever Buzz, et il lui révèle sa véritable identité ainsi que son objectif. Au début, Buzz approuve le plan de Zurg avant d'hésiter car cela effacerait la réalité, ainsi que les nouveaux compagnons qu'il a rencontrés plus tôt (dont Izzy la petite-fille d'Alisha). Il finit par refuser ce qui provoque le courroux de Zurg qui se prépare à lui prendre le combustible de force mais, aidé par ses compagnons, Buzz parvient à lui échapper et fait exploser le vaisseau. 
Mais Zurg survit à l'explosion et parvient à s'emparer du combustible. Au moment où il s'apprête à tuer Buzz, ce dernier s'éjecte et tire un rayon laser pour sacrifier le combustible dans une explosion qui semble tuer Zurg. 
Dans une scène post-générique, on peut voir l'armure Zurg dériver dans l'espace quand soudain, ses yeux s'allument...